# Église Saint-Barthélemy du Fossat
Pour les articles homonymes, voir Église Saint-Barthélemy.
L'église Saint-Barthélemy du Fossat est une église du XIVe siècle située sur la commune du Fossat, dans le département de l'Ariège, en France.

## Description
C'est une église gothique fortifiée avec une élévation en brique sur une base en grès. Les deux tours carrées cernent la façade avec mâchicoulis.

## Localisation
Desservie par la route départementale 949, elle se trouve à 243 m d'altitude, au centre du bourg.

## Historique
L'église a été édifiée dès le XIVe siècle.
Le nef et le chœur sont transformés au XVIIIe siècle.
La façade fortifiée avec deux tours latérales appuyées sur des contreforts encadrant le clocher-mur en brique et le porche en ogive font l'objet d'une inscription au titre des monuments historiques par arrêté du 13 juillet 1926.

## Mobilier
La base Palissy inventorie et décrit 8 objets dont trois tableaux, deux cloches et une statue.